# Jakimvaara

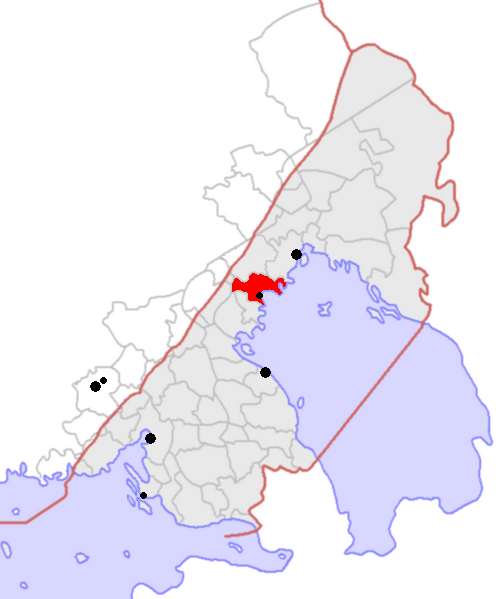
Jakimvaara

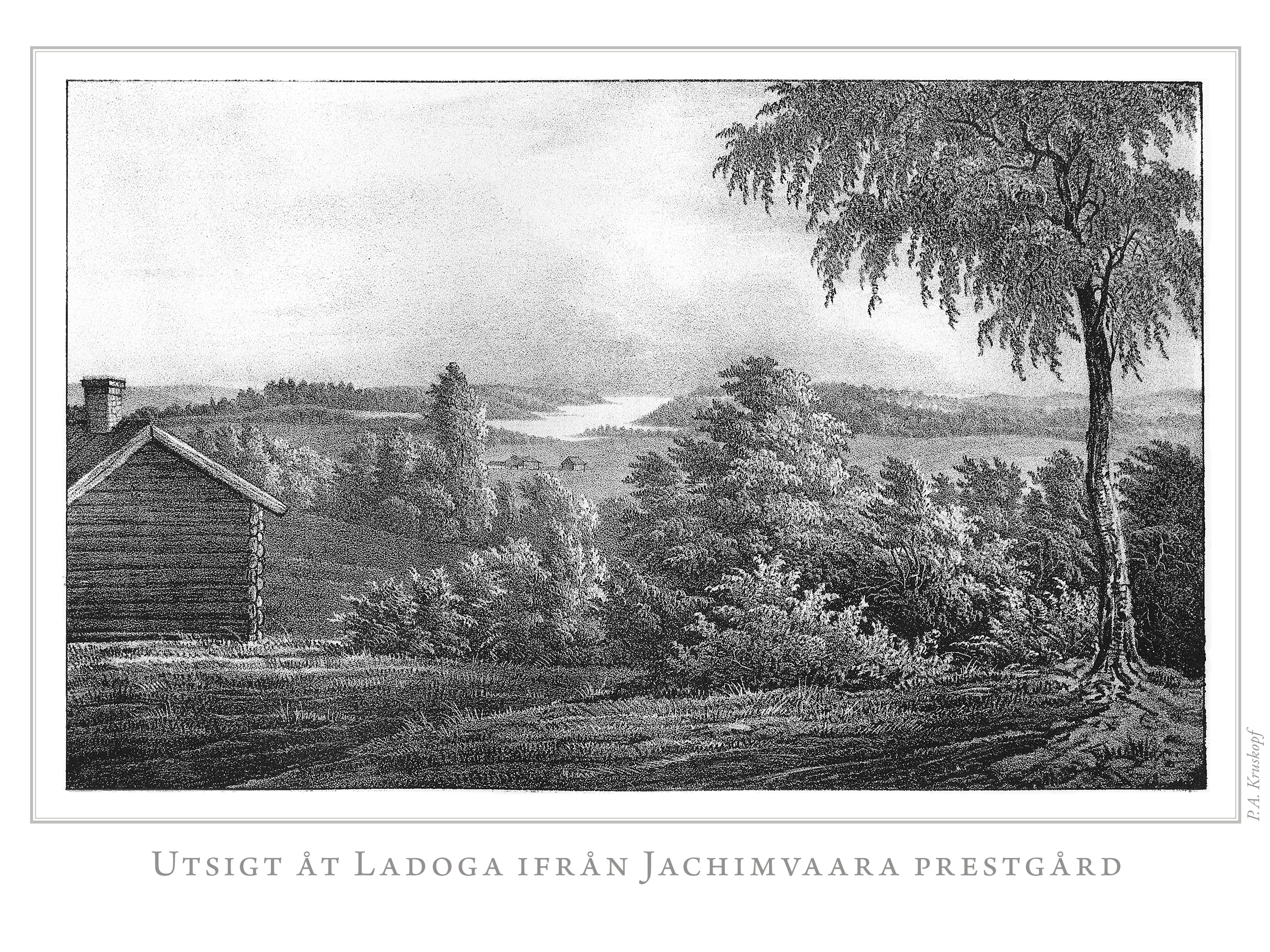
Litografi av Jachimvaaras utsikt i Finland framstäldt i teckningar utgiven 1845-1852.

Jakimvaara (finska: Jaakkima, ryska: Яккима, Jakkima) var en kommun i Ladogakarelen (Kronoborgs härad) som 1940 avträddes till Sovjetunionen i samband med vinterkriget. 
Dess areal var 501,9 km² och invånarantalet 8 503 (1939).
(1908: 776,8 km² och 14.399 människor med ett befolkningstäthet av 18,5 km²).

## Byar
Harvia, Huhtervu, Ihalanoja, Iijärvi, Kalksalo, Kesvalahti, Kokonniemi, Korteela, Kostamojärvi, Kuhkaa, Kumola, Kurenranta, Lahdenpohja (kyrkby), Meriä, Metsämikli, Miinala, Mikli, Oinaanvaara, Oppola, Paikjärvi, Pajasyrjä, Parkonmäki, Reuskula, Rukola, Sorola, Tervajärvi.

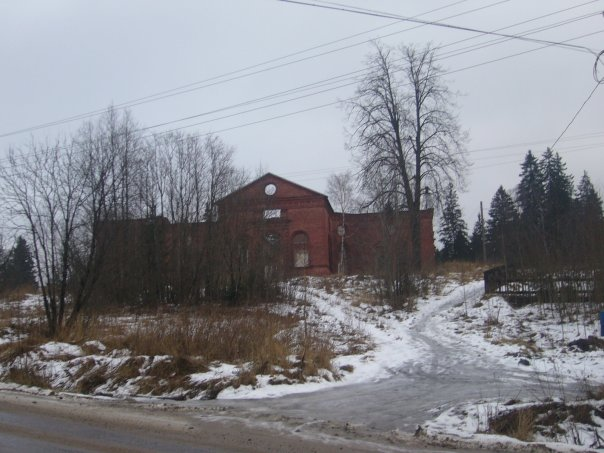
Den lutherska kyrkans ruiner i Jakimvaara.